# Public Library of Science
Public Library of Science (PLOS, ранее также PLoS, общественная научная библиотека) — некоммерческая организация, созданная в рамках научно-издательского проекта по созданию библиотеки журналов и другой научной литературы под свободной лицензией и в свободном доступе. Первым журналом проекта стал журнал «PLOS Biology», который начал издаваться с 13 октября 2003 года. На март 2012 года публикуется семь журналов, все из которых являются рецензируемыми.

## История
Организация «Public Library of Science» была основана в 2000 году. Тогда Патрик О. Браун, Майкл Айзен и Харолд Вармус опубликовали открытое письмо с призывом к научным издателям сделать научную литературу доступной для бесплатного распространения через онлайн архивы, подобные «PubMed». Письмо подписали около 34 тысяч учёных из 180 стран, но ситуация с научной литературой так и не поменялась. 13 октября 2003 года PLOS начала издавать свой первый журнал «PLOS Biology», все материалы которого доступны на условиях лицензии Creative Commons Attribution 2.5. Сейчас[когда?] PLOS издаёт семь журналов, является официальным партнёром «SciVee» (сервис публикации научного и научно-популярного видеоконтента, а также текстовых результатов исследований в дополнение к нему).

## Бизнес модель
Для финансирования журналов PLOS взимает плату за публикацию с автора, работодателя или спонсора, однако в некоторых случаях может приниматься решение о бесплатной публикации статьи. Во время запуска PLOS получил гранты от организаций «Gordon and Betty Moore Foundation» и «Sandler Foundation» на общую сумму около 13 млн. долларов США. В июне 2011 года PLOS опубликовала информацию о том, что она больше не зависит от грантов и покрывает свои расходы самостоятельно.

## Влияние
Создание «Public Library of Science» в США способствовало запуску подобных проектов в Европе. Например, немецким обществом Макса Планка была разработана «Берлинская декларация об открытом доступе к научному и гуманитарному знанию».

## Журналы
- PLOS Biology, ISSN 1544-9173, ISSN 1545-7885, с 13 октября 2003 года[5]
- PLOS Medicine, ISSN 1549-1277, ISSN 1549-1676 с 19 октября 2004 года[13]
- PLOS Computational Biology, ISSN 1553-7374, ISSN 1553-734X, с 24 июня 2005 года[14]
- PLOS Genetics, ISSN 1553-7404, ISSN 1553-7390), с 25 июля 2005 года[15]
- PLOS Pathogens, ISSN 1553-7374, ISSN 1553-7366, с 30 сентября 2005 года[16]
- PLOS ONE, ISSN 1932-6203, с 20 декабря 2006 года[17]
- PLOS Neglected Tropical Diseases, ISSN 1935-2735, с 31 октября 2007 года[18]